# カステッリーノ・ターナロ
カステッリーノ・ターナロ（伊: Castellino Tanaro）は、イタリア共和国ピエモンテ州クーネオ県にある、人口約300人の基礎自治体（コムーネ）。

## 地理

### 位置・広がり

#### 隣接コムーネ
隣接するコムーネは以下の通り。
- チェーヴァ
- イリアーノ
- レゼーニョ
- マルサリーア
- ニエッラ・ターナロ
- ロアーショ
- ロッカ・チリエ

## 行政

### 分離集落
カステッリーノ・ターナロには、以下の分離集落（フラツィオーネ）がある。
- Alborgno, Argiolo, Bassi, Beguda, Besosto, Bonini, California, Cappe, Chiecchi, Codovilla, Confort, Coste, Cristina, Fenogli, Francolini, Galli, Gaviorna, Ghinghetta, Ghislera, Ginestre, Grandis, Langhetta, Maccaferro, Madonna Della Neve, Monaca, Montà, Monte, Montairone, Occhetti, Pezzole, Pianfino, Piani, Piantorre, Santa Lucia, Serra, Stralla, Valle, Valsorda, Viorno

## 姉妹都市
- Falicon、フランス